# Bill Minco-lezing
De Bill Minco-lezing is een jaarlijkse lezing, die op 4 mei in Hilversum wordt uitgesproken in Gooiland (voorheen in de raadszaal). Na de lezing volgt de stille tocht naar het Verzetsmonument in het Rosarium van het Boombergpark, waar – na het spelen van de Last Post – twee minuten stilte in acht wordt genomen.

## Geschiedenis
De lezing is genoemd naar Bill Minco (1922-2006), die als raadslid en wethouder van Hilversum veel heeft gedaan om de herinnering aan de Tweede Wereldoorlog levend te houden, zowel lokaal (in Hilversum) als nationaal (als voorzitter van de Nationale Federatieve Raad van het Voormalig Verzet Nederland). Pieter Broertjes heeft – nadat hij medio 2011 burgemeester van Hilversum was geworden – de Bill Minco-lezing geïntroduceerd om de dodenherdenking in de gemeente meer cachet te geven.

## Sprekers
- 2012: André Roelofs, Geef het verleden inhoud
- 2013: Ad van Liempt, geen titel, betreft het verhaal van Kees Luijters
- 2014: Jan Brokken, De directeur van de vlasfabriek
- 2015: Arnon Grunberg, Het ontslapen woord
- 2016: Nine Nooter, Mijn uitzicht
- 2017: Jolande Withuis, De moed van Rie Lips-Odinot
- 2018: Martine Letterie, Vroeg verzet
- 2019: Arendo Joustra, Het gestolen huis: een familieverhaal over de oorlog
- 2020: Geen lezing in verband met de coronamaatregelen
- 2021: Geraldien von Frijtag Drabbe Künzel, Een stad op drift (uitgesproken door Stef van Breugel in verband met ziekte van de spreekster)
- 2022: Geraldien von Frijtag Drabbe Künzel, De oorlog van mijn ouders
- 2023: Gerard Klein, Leven met oorlog
- 2024: Frits Spits
- 2025: A.A. Schuster

## Publicatie
De gemeente Hilversum publiceerde de Bill Minco-lezing in een boekje, dat als titel het jaarthema van het Nationaal Comité 4 en 5 mei had.. De eerste uitgave verscheen in 2012. In 2019 werd een boekje gepubliceerd met korte biografieën van de 25 verzetsstrijders die op de witmarmeren plaquette staan vermeld die te vinden is in het Raadhuis van Hilversum. De beoogde toespraak van burgemeester Pieter Broertjes en de tekst van de negende Bill Minco-lezing zijn opgenomen in het laatste boekje dat in 2021 is uitgegeven, toen de herdenking in kleine kring is gehouden en alleen via een live-stream was te volgen. Sindsdien zijn geen boekjes meer gepubliceerd.